# La Angostura, Buenavista
La Angostura är en ort i Mexiko.   Den ligger i kommunen Buenavista och delstaten Michoacán de Ocampo, i den södra delen av landet, 400 km väster om huvudstaden Mexico City. La Angostura ligger 1 224 meter över havet och antalet invånare är 134.
Terrängen runt La Angostura är huvudsakligen kuperad, men åt nordost är den bergig. Runt La Angostura är det ganska glesbefolkat, med 35 invånare per kvadratkilometer. Närmaste större samhälle är Peribán de Ramos, 19,4 km norr om La Angostura. I omgivningarna runt La Angostura växer huvudsakligen savannskog.